# Гретченко, Анатолий Иванович
Анатолий Иванович Гре́тченко (род. 1951) — советский и российский экономист. Ректор Международного института Бизнес Тренинга. Директор НИИ «Новая экономика и бизнес» Российского экономического университета имени Г. В. Плеханова.

## Биография
Родился 30 января 1951 года в селе Мачеха (Сталинградская область).
В 1975 году окончил МИНХ имени Г. В. Плеханова; 1978 году защитил диссертацию на соискание ученой степени кандидата экономических наук; 1991 году защитил диссертацию на соискание ученой степени доктора экономических наук. Профессор (1993).
В 1989—2004 годах занимал должность декана РЭА имени Г. В. Плеханова; в 2004—2006 годах являлся заведующим научно-исследовательской лабораторией Всероссийской государственной налоговой академии Минфина России. В 2005 году создал по рекомендации Европейской Ассоциации UNICA Международный институт Бизнес Тренинга как российский центр Болонского процесса в UNICA.
Научные интересы профессора Гретченко охватывают широкий спектр проблем экономической теории и практики, анализа состояния развития и внедрения многоуровневой системы образования и новых информационных технологий в системе высшего экономического образования в России.
Профессор Гретченко А. И. — известный в стране и за рубежом учёный в области подготовки специалистов с высшим экономическим образованием. Один из авторов разработки научных программ: «Народы России: возрождение и развитие», «Высшая школа России», «Федеральная программа развития образования», «Национальная доктрина образования в Российской Федерации».
Автор серии книг и статей по теории, практике, анализу состояния и проблемам развития высшего экономического образования в России.
Весомый вклад внесен им в разработку научных проблем по ФЦП «Научные и научно-педагогические кадры инновационной России на 2009—2013 годы».
Создал научную школу, в рамках которой под его руководством защищено свыше 80 кандидатских и 15 докторских диссертаций.

## Награды и премии
- заслуженный деятель науки РФ (Указ Президента РФ от 31 июля 2002, № 829, 2002).
- премия Ленинского комсомола (1984) — за цикл работ по проблемам планирования научно-технического прогресса и повышения эффективности управления в промышленности
- медаль «За воинскую доблесть. В ознаменование 100-летия со дня рождения В. И. Ленина» (Указ Президиума Верховного Совета СССР от 15.4.1970).
- медаль «За трудовое отличие» (Указ Президиума Верховного Совета СССР от 7.12.1973).
- Нагрудный знак «За отличные успехи в работе» в области высшего образования СССР (Государственный комитет СССР по народному образованию, 1990).
- Почетная грамота «За разработку и реализацию научных и образовательных программ по проблемам рыночной экономики» (Государственный комитет РФ по высшему образованию, 1994).
- медаль «В память 850-летия Москвы» (Указ Президента РФ от 26.2.1997).
- Нагрудный знак «Налоговая полиция Москвы 5 лет».
- Почётная грамота ФСНП РФ «За профессионализм и ответственность» (1997).
- Почётная грамота «За подготовку высококвалифицированных экономических кадров, внедрение в учебный процесс новых технологий и методов обучения, развитие научных исследований» (Министерство общего и профессионального образования РФ, 1998).
- Почётный знак РАЕН «За заслуги в развитии науки и экономики России» (2001).
- Почётная грамота «За вклад в реализацию государственной политики в области науки и образования» (Комитет Государственной Думы по образованию и науке, 2001).
- Золотой знак (Монголия) (2007).
- Медаль им. Г. И. Челпанова (II степень) «За вклад в развитие психологической науки» (2016).

## Основные публикации
1. А. И. Гретченко, Каверина Н. А., Гретченко А. А. Современное развитие креативных индустрий в России (опыт столицы и регионов) // Вестник СГСЭУ. 2019. № 1 (75). С.58-65.
2. А. И. Гретченко, И. В. Горохова, Цифровая платформа: новая бизнес-модель в экономике России // Вестник РЭУ им. Г. В. Плеханова, № 1 ,2019. С. 62-72
3. A.I.Gretchenko, E.F.Nikitskaya, A.A.Gretchenko, O.G.Demenko (2018) Methodological Aspects of Forecasting Skilled Labor in Context of Innovation Transformations (of the Russian Economy) // Journal of Advanced Research in Law and Economics. ASERS Publishing. Volume IX, Issue 3(33), Summer 2018. p. 481-489
4. Никулин Л. Ф., Гретченко А. И., Одегов Ю. Г. Проблематика по аспектам четвёртой парадигмы с позиции менеджмента // Наука и практика Т. 10. № 4 (32). 2018. С.28-46
5. Л. Ф. Никулин, А. И. Гретченко. Менеджмент: что делать? монография / Л. Ф. Никулин, А. И. Гретченко. — Москва: РУСАЙНС, 2018. — 270 с.
6. A.I. Gretchenko; E.F. Nikitskaya; M.A. Valishvili; A.A. Gretchenko (2018) Role of higher education institutions in developing hr potential in a forming innovation economy. Revista ESPACIOS. Vol. 39 (№ 21) Year 2018. Page 13
7. Кораблева М. И., Гретченко А. И. Аутстаффинг как новая технология управления человеческими ресурсами в российских организациях. М.: 2018. ООО СВИВТ. с.243, С.175-184
8. Гретченко А. И., Грищенко П. М. Анализ проблемы региональной дифференциации в уровне экономической активности и уровне безработицы // Экономика фирмы. Т 7, № 2, 2018. С.37-45
9. Гретченко А. И., Горохова И. В., Марцелова Т. А. Цифровая экономика: вызовы и перспективы для развития Российской Федерации. // Вестник НГУЭУ, № 2, 2018. С.10-19
10. Гретченко А. И. Закономерности эволюции цифровой экономики и перспективы её развития в России // Наука и практика Т. 30, № 2, 2018 г С.28-36
11. Гретченко А. И., Гретченко А. А., Горохова И. В. Формирование цифровой экономики в России // Вестник РЭУ им. Г. В. Плеханова — 2018 — № 3 (99). С.3-11
12. Гретченко А. И. Глава 6, параграфы 6.2, 6.5, 6.6. Региональная экономика: учебник /коллектив авторов; под ред. В. И. Гришина, Г. Ю. Гагариной. Москва: КНОРУС, 2018. — 458 с. (Бакалавриат и магистратура)
13. Наумов С. Н., Балобанов С. В., Гретченко А. И. Направления оптимизации перечня государственных программ Российской Федерации // Наука и практика. 4(28).2017. С.69-87
14. Гретченко А. И., Деменко О. Г. Формирование системы прогнозирования квалифицированных кадров в условиях цифровой экономики // Плехановский научный бюллетень, 2(12). 2017. С. 48-52
15. Трудовой потенциал модернизации: прогнозирование потребностей инновационной экономики в квалифицированных кадрах (региональный и национальный аспекты): монография /кол. Авторов; под ред. В. М. Смирнова. — Москва: РУСАЙНС, 2017. — 270 с.
16. Гретченко А. И. Глава 1. Сущность и парадигмы экономической безопасности. В кн. Основы экономической безопасности: учебное пособие /под ред. Г. Ю. Гагариной. — Москва: ФГБОУ ВО «РЭУ им. Г. В. Плеханова», 2017. — 196.
17. Gretchenko A.A., Gretchenko A.I., Demenko O.G., Gorokhova I.V. (2017) Fostering innovative integrated structures in russian higher education institutions. Revista ESPACIOS. Vol. 38 (Nº 40) Año 2017. Pág. 15
18. Гретченко А. И. Ключевые проблемы местного самоуправления в России // Федерализм, 3, 2017. С.87-96
19. Гретченко А. И., Каверина Н. А. Россия — лидер социогуманитарных технологий // Вестник НГУЭУ. — 2017. — № 3. — С.25-36
20. Никулин Л. Ф., Гретченко А. И. Место российского менеджмента в системе мирового порядка менеджмента// Наука и практика, 2(26), 2017. С.89-95
21. Гретченко А. И., Гретченко А. А. Анализ уровня социально-экономического развития Московской области // Экономика фирмы. Т.6. № 1. 2017. С.50-57
22. Гретченко А. И. Учителя и наставники великой Плехановки // Вестник РЭУ им. Г. В. Плеханова, № 2(92), 2017. С.3-8
23. Гретченко А. И., Никитская Е. Ф., Валишвили М. А. Комплексный анализ состояния экономики Московской области: монография / А. И. Гретченко, Е. Ф. Никитская, М. А. Валишвили и др. — Москва: РУСАЙНС, 2017. — 232 с.
24. Лукьянова М. Н., Гретченко А. И. Проектирование стратегий развития местного самоуправления: монография /М. Н. Лукьянова, А. И. Гретченко — Москва: РУСАЙНС, 2016. — 110 с.
25. Гретченко А. И., Болдырева Ю. М. Вовлеченность персонала как сильный инструмент мотивации//Аудит и финансовый анализ, № 6, 2016. С.269-271
26. Гретченко А. И. Планирование — философия познания объективного мира// Вестник НГУЭУ, № 4, 2016. С.32-43
27. Гретченко А. А., Гретченко А. И. Формирование научно-исследовательских университетских кластеров в рамках евразийского экономического союза// Проблемы современной экономики, № 4 (60), 2016. С.216-219
28. Ахмадеев Б. А., Манахов С. В., Гретченко А. А., Гретченко А. И. Инновационное развитие и экономический рост. // Нормирование и оплата труда в промышленности, № 1, 2016, с.35-38
29. М. И. Лукьянова, А. И. Гретченко, А. А. Гретченко. Теоретическая модель проектирования стратегий социально-экономического развития муниципальных образований России // Известия ТулГУ. Экономические и юридические науки. Вып. 4. Ч. I. − Тула: Изд-во ТулГУ, 2015. — С. 79 — 88
30. М. И. Абрамова, С. В. Манахов, А. И. Гретченко. Анализ действующих инновационных стратегий в регионах России // Вестник Алтайской науки. — 2015 — № 3-4 — С. 79 — 88
31. Ахмадеев Б. А., Манахов С. В., Гретченко А. А., Гретченко А. И. «Здоровая» инновационная экосистема — благоприятная среда для экономического роста. // Нормирование и оплата труда в промышленности, № 11, 2015, с.64-68
32. А. И. Гретченко, Л. Ф. Никулин. К вопросу о принципах и хаосе// Вестник СГСЭУ, № 5(54), 2014, с.9-15